# Gary Minihan
Gary John Minihan (ur. 24 stycznia 1962) – australijski lekkoatleta, sprinter.

## Życiorys
Specjalizował się w biegu na 400 metrów. Zajął 8. miejsca w tej konkurencji i w sztafecie 4 × 400 metrów w zawodach pucharu świata w 1981 w Rzymie.
Zdobył dwa medale na igrzyskach Wspólnoty Narodów w 1982 w Brisbane: srebrny w sztafecie 4 × 400 metrów (w składzie: Minihan, John Fleming, Greg Parker i Rick Mitchell) oraz brązowy w  biegu na 400 metrów (za Bertem Cameronem z Jamajki i Mitchellem). Na mistrzostwach świata w 1983 w Helsinkach odpadł w ćwierćfinale biegu na 400 metrów, półfinale sztafety 4 × 100 metrów i eliminacjach sztafety 4 × 400 metrów.
Zajął 4. miejsce w sztafecie 4 × 400 metrów na igrzyskach olimpijskich w 1984 w Los Angeles. Sztafeta Australii w składzie: Bruce Frayne, Darren Clark, Minihan i Mitchell ustanowiła wówczas rekord Australii i Oceanii czasem 2:59,70, który nie został poprawiony do tej pory (czerwiec 2021). Minihan startował na tych igrzyskach również w biegu na 400 metrów, ale odpadł w eliminacjach.
Wystąpił w zawodach pucharu świata w 1985 w Canberze w sztafecie 4 × 400 metrów, która zajęła 3. miejsce. Na mistrzostwach świata w 1987 w Rzymie również wystąpił tylko w  sztafecie 4 × 400 metrów, która odpadła w półfinale.
Minihan był mistrzem Australii w biegu na 400 metrów w 1981/1982 i 1982/1983, wicemistrzem na tym dystansie w 1983/1984 oraz brązowym medalistą w 1984/1985 i 1986/1987.
Jego rekord życiowy w biegu na 400 metrów wynosił 45,65 s (ustanowiony 20 marca 1983 w Melbourne).